# Andrzej Wybrański
Andrzej Wiesław Wybrański (ur. 3 grudnia 1943 w Radomiu) – polski polityk, urzędnik państwowy i nauczyciel, poseł na Sejm X kadencji (1989–1991).

## Życiorys
Ukończył w 1965 studia matematyczne na Uniwersytecie Łódzkim, ukończył także studia podyplomowe na Uniwersytecie Mikołaja Kopernika w Toruniu. Przez wiele lat pracował jako nauczyciel oraz dyrektor liceum ogólnokształcącego w Żninie.
W latach 80. działał w jawnej i tajnej „Solidarności”, zajmował się m.in. prowadzeniem nielegalnej drukarni. W 1989 został posłem na Sejm X kadencji z okręgu inowrocławskiego. Był jedynym spośród 161 kandydatów Komitetu Obywatelskiego do Sejmu, który musiał walczyć o mandat w drugiej turze wyborów.
Należał do Porozumienia Centrum. W latach 1998–2002 był radnym sejmiku kujawsko-pomorskiego I kadencji z listy Akcji Wyborczej Solidarność. Bez powodzenia ubiegał się o reelekcję z listy koalicji Platforma Obywatelska – Prawo i Sprawiedliwość, od 2001 związany z Prawem i Sprawiedliwością. W latach 90. został zatrudniony przez Lecha Kaczyńskiego jako doradca prezesa Najwyższej Izby Kontroli. Później był doradcą dyrektora bydgoskiej delegatury izby.

## Odznaczenia
W 2013, za wybitne zasługi dla przemian demokratycznych w Polsce, za osiągnięcia w działalności państwowej i publicznej, odznaczony Krzyżem Kawalerskim Orderu Odrodzenia Polski. Wcześniej został odznaczony Złotym (1991) i Brązowym Krzyżem Zasługi oraz Medalem Komisji Edukacji Narodowej (1992). W 2016 otrzymał Krzyż Wolności i Solidarności.